# Batalla de Cadis (1702)
La batalla de Cadis fou el setge de la ciutat de Cadis dut a terme per l'estol anglo-holandès el 1702 durant la Guerra de Successió. Amb la mort sense successió de Carles II d'Espanya, en el seu testament s'hi establia que el seu hereu seria el francès Felip d'Anjou. Tot i que havien donat suport a altres candidats, tots els països d'Europa van acceptar el nou sobirà, llevat de l'emperador Leopold I. El 18 de febrer de 1701 el poble de Madrid va reconèixer el nou monarca. El setembre de 1701 es constituí la Gran Aliança de la Haia formada per l'Arxiducat d'Àustria, el Regne d'Anglaterra, les Províncies Unides i Dinamarca, i va declarar la guerra al Regne de França i a la Monarquia Hispànica de Felip V d'Espanya el juny de 1702. El juliol de 1702 un gran estol anglo-holandès sota el comandament dels Almiralls George Rooke i James Butler va ser enviat per atacar i capturar Cadis amb l'objectiu d'establir una base naval per a la flota angloholandesa prop del mediterrani.

## Batalla
Les diferències entre els comandants i les dificultats per desembarcar les tropes van donar temps al comte de Fernán Núñez a arribar a la ciutadella amb reforços. La cavalleria lleugera de Francisco Castillo Fajardo va fustigar als anglesos impedint el seu avanç, i la defensa de la ciutat es va convertir en una croada contra els invasors protestants. La flota anglo-holandesa amb 25 vaixells, va ser incapaç de reduir les defenses exteriors de Cadis, i després d'un mes de lluita infructuosa es va retirar a Lisboa.

## Conseqüències
Els anglesos i els holandesos es van retirar però van saber que una flota amb un tresor d'Amèrica, escortat per un estol francès estava ancorada a Vigo, i van aconseguir de capturar-la a la batalla de la badia de Vigo.